# Tetrathemis victoriae
Tetrathemis victoriae là loài chuồn chuồn trong họ Libellulidae. Loài này được Pinhey mô tả khoa học đầu tiên năm 1963.